# Faro di Molfetta
Il faro di Molfetta sorge sul gomito tra il molo foraneo (banchina Seminario) e il molo San Michele del porto ed è costituito da una torre ottagonale tronco piramidale in pietra chiara appoggiata su uno zoccolo cilindrico, abbellito da un terrazzo con ringhiera che avvolge la lanterna, la luce si trova a 22 metri dal livello del mare.

## Storia
Il faro è completamente controllato e gestito dal Comando di zona fari della Marina Militare con sede a Taranto (che tra l'altro si occupa di tutti i fari del Basso Adriatico e di parte di quello dello Ionio). La Marina Militare si occupa della gestione di tutti i fari (di cui 128 d'altura) sui circa 7.600 km  di coste italiane dal 1910, avvalendosi sia di tecnici militari che civili.